# Styggtjärnen, Dalarna
Styggtjärnen är en sjö i Älvdalens kommun i Dalarna och ingår i Dalälvens huvudavrinningsområde. Sjön har en area på 0,0464 kvadratkilometer och ligger 665,7 meter över havet.

## Delavrinningsområde
Styggtjärnen ingår i det delavrinningsområde (685767-132575) som SMHI kallar för Mynnar i Aspdagen. Medelhöjden är 670 meter över havet och ytan är 13,39 kvadratkilometer. Det finns inga avrinningsområden uppströms utan avrinningsområdet är högsta punkten. Vattendraget som avvattnar avrinningsområdet har biflödesordning 3, vilket innebär att vattnet flödar genom totalt 3 vattendrag innan det når havet efter 503 kilometer. Avrinningsområdet består mestadels av skog (72 procent) och sankmarker (15 procent). Avrinningsområdet har 0,47 kvadratkilometer vattenytor vilket ger det en sjöprocent på 3,5 procent.